# USS LST-806
O USS LST-806 foi um navio de guerra norte-americano da classe LST que operou durante a Segunda Guerra Mundial.